# 侯英超
侯英超（1980年6月15日—），男，中国乒乓球运动员。他曾获得2003年亚洲乒乓球锦标赛男子团体冠军。2019年，他以39岁的年龄获全国乒乓球锦标赛男子单打冠军。

## 外部連結
- 侯英超的新浪微博